# ЖКТ Руву Старс
ЖКТ Руву Старс (англ. JKT Ruvu Stars) — професіональний танзанійський футбольний клуб з міста Додома.

## Історія
Заснований у столиці держави Додома, разом з «Полісі» (Додома) є однією зі столичних команд, які найчастіше виступали в танзанійській Прем'єр-лізі. Остання команда, яка виграла трофей за участю занзібарських команд, у 2002 році після перемоги у фіналі кубку Танзанії над КМКМ, а також у тому ж році стала переможницею Кубку футбольної асоціації Танзанії.
Незважаючи на те, що ЖКТ Руву Старс стабільно виступав у чемпіонаті Танзанії, команда жодного разу не ставала переможцем національного чемпіонату. За підсумками сезону 2006/07 років команда вилетіла з Прем'єр-ліги. Проте вже незабаром «Руву Старс» повернувся до еліти танзанійського футболу. У сезоні 2011/12 років з 32-ма набраними очками в 26 балах команда посіла 8 місце в Прем'єр-лізі (різниця забитих та пропущених м'ячів — 27:34.

## Досягнення
- Кубок Танзанії
  -  Володар (1): 2001/02

- Кубок ФА Танзанії
  -  Володар (1): 2001/02

## Стадіон
Домашні матчі проводить на стадіоні «Угуру», який вміщує 10000 уболівальників.

## Відомі гравці
- Мохамед Шаабан Дігіле
- Мвіньї Казімото
- Бетрам Момбекі